# Транснациональные репрессии, осуществленные Россией
Транснациональные репрессии, осуществлённые Россией, относятся к действиям российского правительства, направленным на контроль над русскоязычной диаспорой и вынужденными эмигрантами за рубежом. Транснациональные репрессии направлены против бывших инсайдеров и лиц, которые воспринимаются как угрозы безопасности правительства. Репрессивные методы включают в себя убийства, манипуляции системой уведомлений Интерпола и слежку. Рамзан Кадыров, глава Чеченской Республики России, проводит тотальную кампанию репрессий против чеченских вынужденных эмигрантов. По состоянию на 2024 год Россия сосредоточила репрессии на антивоенных и других политических активистах, а также журналистах, и является одним из крупнейших виновников транснациональных репрессий в мире.

## Контекст
Freedom House задокументировала не менее 854 случаев транснациональных репрессий по всему миру с 2014 по 2022 год. Четырнадцать правительств использовали уведомления Интерпола для задержания и депортации разыскиваемых лиц. На Россию пришлось 31 % таких инцидентов. Российская кампания в значительной степени опирается на убийства в процессе преследования бывших инсайдеров и лиц, которых режим воспринимает как угрозу своей безопасности. Убийства составили четверть всех актов транснациональных репрессий, проведённых российским правительством, в то время как треть всех убийств в мире была совершена Россией.

## Репрессивные методы

### Убийства
В 2021 году организация Freedom House сообщила о 26 убийствах или покушениях на убийства по всему миру с 2014 года. Российская транснациональная репрессивная кампания насчитывала семь из них. Кроме того, Россия также несёт ответственность за нападения и задержания своих граждан за рубежом, а также за проведение выдач и незаконных депортаций.
Freedom House выяснила, что Кремль склонен преследовать лиц, которые, возможно, перешли на сторону государств — членов НАТО и сотрудничали с разведывательными службами этих правительств; тех, кто, как считается, был вовлечён в вооружённый конфликт с Россией в прошлом; или тех, чья политическая или деловая деятельность может мешать работе спецслужб. Кремль продемонстрировал готовность лишить жизни предполагаемые угрозы, по крайней мере, так было в Украине, Германии, Болгарии и Великобритании.

### Уведомления Интерпола
Кремль также преследует и задерживает своих граждан в вынужденной эмиграции, манипулируя и злоупотребляя системой уведомлений Интерпола. Значимым случаем стало преследование Билла Браудера, осведомителя, который проводил кампанию за санкции против должностных лиц, причастных к убийству, коррупции и нарушениям прав человека Сергея Магнитского. Российские власти поместили его в «список разыскиваемых» Интерпола.
Россия несёт ответственность за 38 % публичных красных уведомлений во всем мире. Из-за отсутствия прозрачности Интерпола сложно определить, как российское правительство может так активно использовать систему уведомлений. Правительство также могло использовать красные уведомления Интерпола для задержания лиц, которые проживают в США в течение длительного времени. Из-за красных уведомлений из России были просители убежища, которые провели более года под стражей Иммиграционной и таможенной полиции США.
В 2021 году правительствам России, Китайской Народной Республики, Турции и Бахрейна удалось задержать своих граждан в Марокко, Польше, Сербии, Кении и Италии на основании красных уведомлений. Большинство из этих задержанных лиц занималось политическим и гражданским активизмом.

### Слежка и хакерские атаки
Российские граждане за рубежом, выступающие с критикой политики правительства, находятся под скрытым наблюдением и подвергаются хакерским атакам.

### Контроль русских организаций за рубежом
Кремль также осуществляет контроль над русскими организациями за рубежом, такими как российские культурные учреждения, Русская православная церковь заграницей и русскоязычные СМИ. После распада Советского Союза правительство снова получило контроль над некоторыми официальными культурными учреждениями, которые имели присутствие за рубежом. В 2006 году под руководством Владимира Путина РПЦ воссоединилась с Русской православной церковью заграницей — церковью, которая возникла после революции 1917 года. В 2008 году правительство создало федеральный орган Россотрудничество для «координации деятельности, направленной на содействие взаимодействию с диаспорой, а также других официальных мероприятий „мягкой силы“», как сообщает Freedom House.

### Ориентация на репрессии внутри страны
В отличие от других правительств, которые осуществляют транснациональные репрессии, Кремль не пытается контролировать всю русскую диаспору посредством принуждения. Вместо этого он фокусируется на подавлении активизма на родине и на контроле информационной среды, чтобы вынужденные эмигранты не могли связаться с соотечественниками, оставшимися в стране. Правительство также конфискует имущество, выдвигает ложные обвинения и угрожает коллегам и членам семьи эмигрантов, которые остаются в России. Активисты коренных народов стали серьёзной мишенью для репрессий.

### Кампания против чеченских диссидентов
В отличие от других граждан России, граждане Чечни сталкиваются с тотальной транснациональной кампанией репрессий. Эта кампания направляется Рамзаном Кадыровым, главой Республики, с одобрения правительства России. Внутри республики режим Кадырова отмечен пытками, казнями без суда, преследованиями геев, убийствами журналистов, убийствами правозащитников и насильственными исчезновениям. Власти Чечни подвергли сотни граждан насилию такого рода. В результате жестоких репрессий десятки тысяч чеченских граждан покинули страну. Многие из них ищут убежища в европейских странах.
Репрессии Кадырова преследуют чеченских вынужденных эмигрантов. Это началось с двух убийств, произошедших в начале 2009 года. Сулим Ямадаев, бывший военный командир, был убит в Дубае. Умар Исраилов, бывший телохранитель, который разоблачил жестокость Кадырова, был убит в Австрии перед дачей показаний в суде. Чеченские диссиденты за пределами России затем были «убиты и атакованы с пугающей скоростью», как сообщает Freedom House. Кадыров также публично заявил о своём намерении контролировать диаспору.

## Известные случаи
- В 2006 году бывший сотрудник разведки Александр Литвиненко был убит в результате отравления радиацией.[16] Он был отравлен радиоактивным полонием 210 и умер через три недели в Лондоне. Расследование показало, что его отравили двое граждан России, действовавших под руководством ФСБ.[1][17]
- В 2018 году бывший сотрудник разведки Сергей Скрипаль и его дочь Юлия подверглись покушению с использованием нервно-паралитического вещества.[1][18]
- Журналистка Галина Тимченко ранее работала в российской газете, а затем — в интернет-СМИ, но была уволена после публикации материала об аннексии Крыма Россией. Затем она переехала в Латвию и стала соучредителем интернет-СМИ Meduza. В 2023 году Meduza была признана Россией «нежелательной организацией», что подвергло любого, кто с ней сотрудничает, уголовному преследованию. После вторжения России на Украину в 2022 году офис издания подвергся вандализму и цифровым атакам, а также атаке подверглось личное устройство Тимченко.[19][20]

## Противодействие
- В 2021 году Турция арестовала шесть человек, связанных с российским правительством, за подготовку «вооружённых акций против чеченских диссидентов».[7]
- В марте 2022 года правительства Австралии, Канады, Новой Зеландии, Великобритании и США призвали Интерпол приостановить доступ российского государства к системам.[7]
- В октябре 2021 года США обновили правила лицензирования Министерства торговли США, ограничив продажу оборудования или программного обеспечения, позволяющего использовать или разрабатывать шпионское ПО, странам, которые нарушают права человека, включая транснациональные репрессии — таким, как российское правительство.[7]
- В марте 2023 года группой двухпартийных сенаторов был представлен Закон о политике транснациональных репрессий.[21]
- В 2022 году правительство Великобритании создало целевую группу по защите демократии. Одной из целей этой целевой группы было противодействие попыткам иностранных государств подавлять свободу слова в диаспорах.[22]
- Чтобы лучше отслеживать и преследовать транснациональные репрессии, ФБР в США приняло определение термина и запустило веб-сайт для жертв, чтобы они могли сообщать о таких действиях иностранных правительств.[22]